# Spinproces

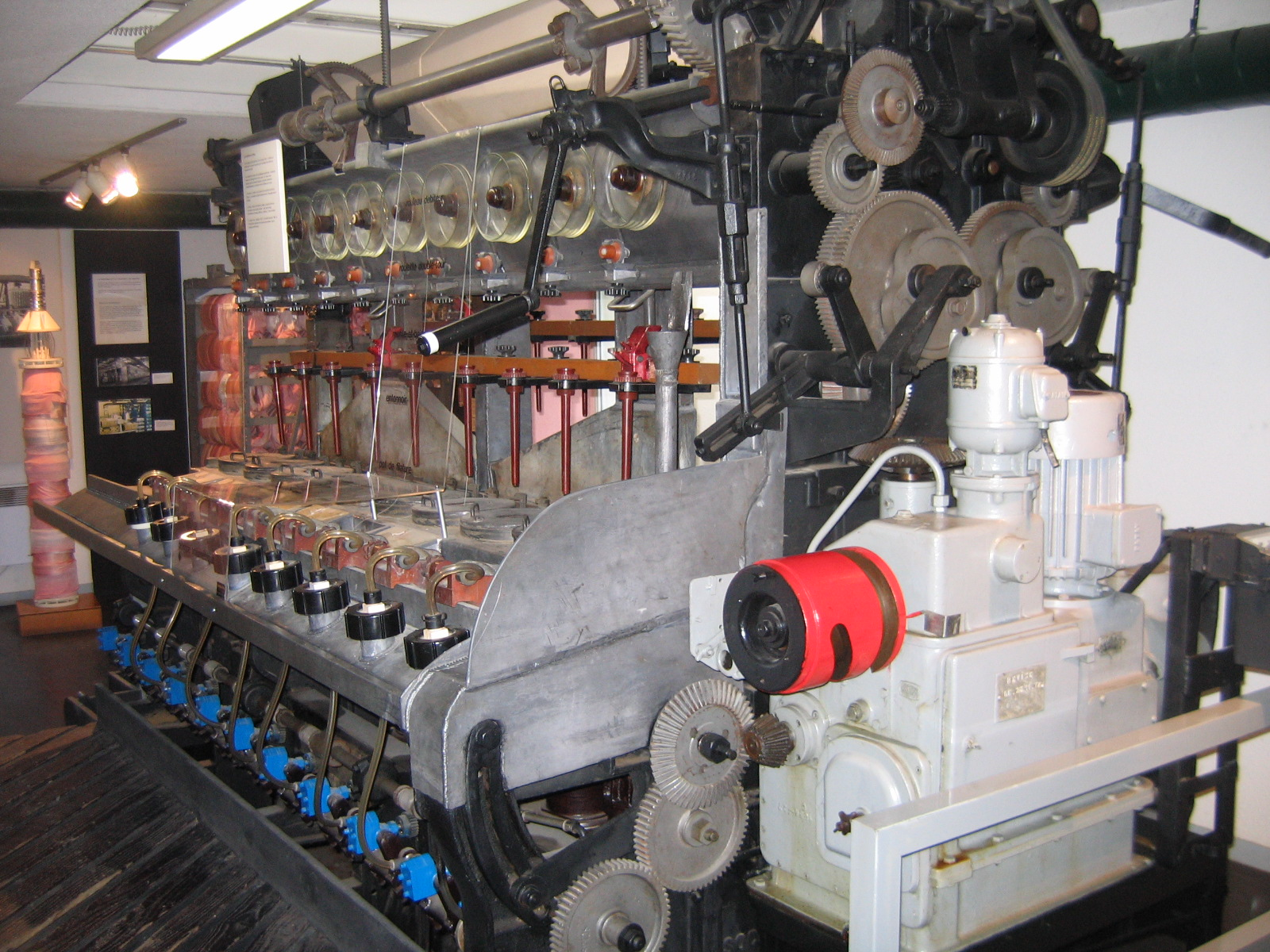
Natspinmachine voor viscoserayon

Ligging van de moleculen na het verstrekken

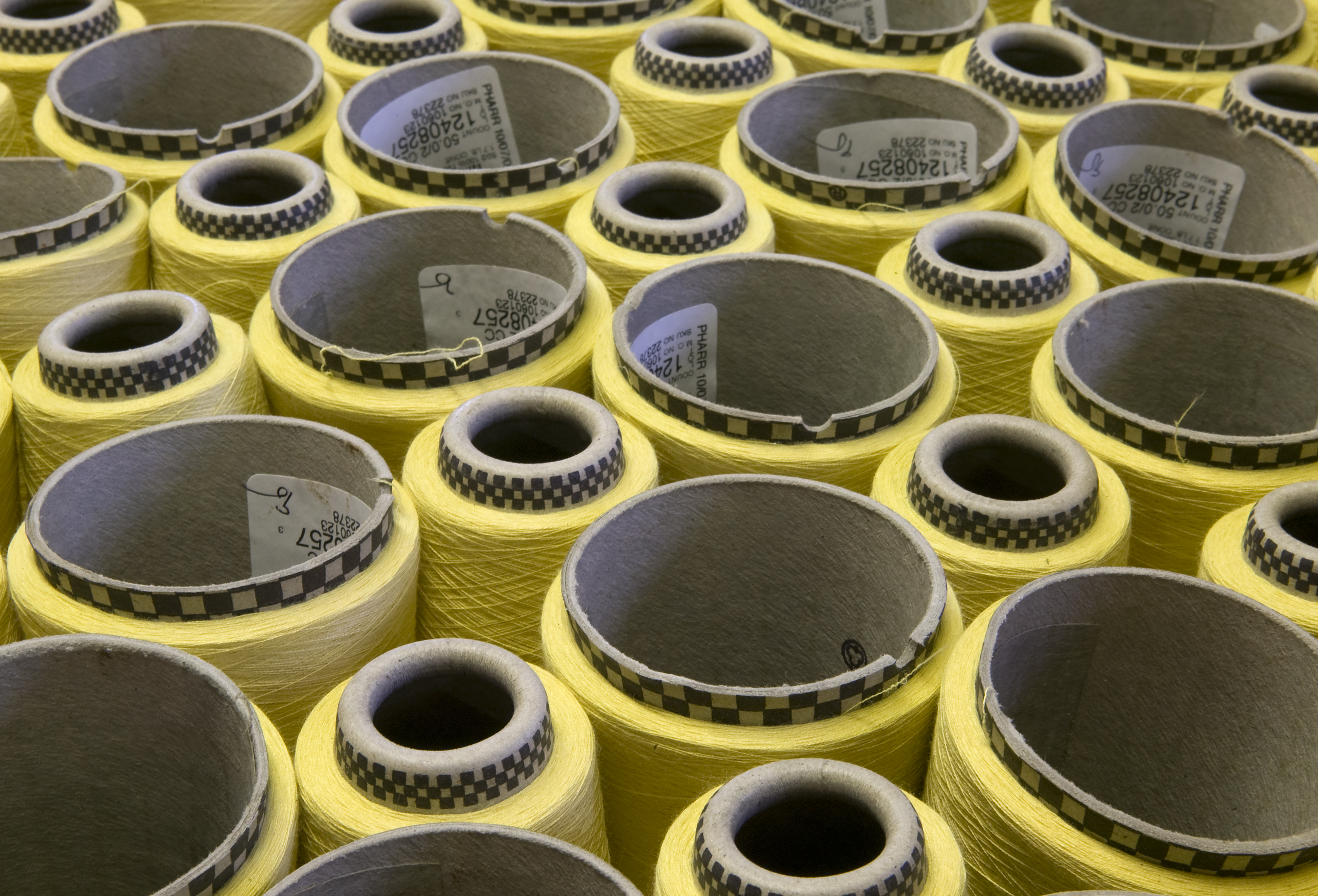
Restspoelen met aramide garen

Het spinproces voor kunstmatige vezels kan zowel een fysisch als een chemisch proces zijn. Smeltspinnen is een fysisch proces terwijl droog- en natspinnen chemische processen zijn. Het smeltspinproces wordt door de industrie bij voorkeur gebruikt omdat dit het makkelijkst te regelen en het meest milieuvriendelijke proces is.

## Natspinnen
Het natspinnen is het oudste proces om een kunstmatige vezel te maken. Het wordt gebruikt om de oudste kunstmatige vezel (viscoserayon) te maken, maar ook voor de modernste vezels zoals aramide (Twaron en Kevlar). Ook sommige acrylvezels worden natgesponnen. 
Bij het natspinproces wordt de grondstof opgelost, zodat een viskeuze massa ontstaat die door een spindop geperst kan worden. Deze spindop heeft een groot aantal gaatjes die het aantal en de dikte van de gevormde filamenten bepalen. Na de spindop wordt het oplosmiddel in een spinbad door een chemische reactie gebonden en verwijderd. Na het verlaten van de spindop worden de filamenten uitgerekt (vaktaal: verstrekt), waardoor de kettingmoleculen langs elkaar glijden. Ze worden zo in de lengterichting van de filamenten gerangschikt en vormen daarbij bindingen tussen de moleculen waardoor het filamentgaren de gewenste sterkte krijgt. Het garen wordt daarna opgewikkeld op een spoel.
Door de chemicaliën die bij het proces gebruikt worden en door de nevenproducten die ontstaan, is het natspinnen schadelijk voor de gezondheid en milieuvervuilend. Zo moet aramide worden opgelost in geconcentreerd zwavelzuur om het te kunnen spinnen. Bij de moderne processen worden de chemicaliën indien mogelijk teruggewonnen.

## Droogspinnen
Het droogspinnen lijkt in zoverre op het natspinnen, dat ook hier de grondstof opgelost wordt en dat daarna de massa door een spindop gespoten wordt en verstrekt. Het verschil is dat het oplosmiddel niet chemisch verwijderd maar verdampt wordt. De oude processen waren belastend voor het milieu omdat de damp op de buitenlucht geloosd werd, maar bij de moderne processen wordt de damp opgevangen en het oplosmiddel teruggewonnen. Sommige acrylvezels worden met dit proces gesponnen.

## Smeltspinnen
Bij het smeltspinnen worden de korrels (granulaat) grondstof gesmolten, meestal in een extruder. De gesmolten massa wordt door een spinplaat geperst en loopt daarna door een blaasschacht. Hierin worden de filamenten gekoeld en verstrekt. Na het afkoelen wordt het garen opgewikkeld op een kruisspoel.
Bij het smeltspinnen worden geen chemicaliën gebruikt, zodat de milieubelasting gering is. Wel is het energieverbruik hoog.
Polyamide (nylon), polyester, polypropeen en polyetheen (Dyneema) garens worden op deze manier gesponnen.